# 周献臣
周 献臣（しゅう けんしん、大定29年（1189年）- 中統3年7月5日（1262年7月22日））は、モンゴル帝国に仕えた漢人将軍の一人。字は夢郷。忻州定襄県の出身。祖父は周慶嗣。父は周丕顕。兄は周鼎臣。弟は周進臣。

## 概要
周献臣の長兄の周鼎臣が早世したことにより家督を継いだ人物であった。モンゴル軍の金朝侵攻が始まり華北一帯の治安が悪化すると郷里の者を率いて南山に逃れ、貞祐4年（1216年）にウルウト部の郡王ケフテイが率いるモンゴル軍が太原に至ると、周献臣はこれに降った。ケフテイは周献臣の投降を喜び、定襄令の地位を授けたという。
その後、周献臣はケフテイの軍に従って南下し、太原一帯の平定に従事した。遼州・沁州・晋州・絳州・河中府・解州一帯は情勢を見て次々と降ったという。周献臣がケフテイに降って10年近く経った頃、ケフテイの名声が高まるとともに周献臣の貢献も広く知られるようになっていた。そこで、周献臣は改めて「九原府左副元帥・権四州都元帥（「四州」は崞州・代州・堅州・台州を指すとみられる）」の地位を授けられ、九原府（太原路）事を統括するようになったという。なお、同時期に太原出身の郝和尚バアトルが「九原府主帥」に任じられており両者は以後ケフテイの下でよく似た経歴を辿ることになる。
その後、周献臣はケフテイの軍団に従って山東方面の平定に尽力した。1225年（乙酉）には一度モンゴルに降った武仙が史天倪を殺害して叛旗を翻すという事件が起き、1227年（丁亥）には忻州が包囲を受けたため、ケフテイによって周献臣が忻州に派遣された。忻州を包囲していたのは武仙に仕える将軍の姫節で、激戦の末に周献臣はこれを破り斬首300級余りを数える勝利を得た。この勝利によって解放された忻州の人々は周献臣のことを「勇敢にして謀略があり、謀略がありながら果断でもある（侯可謂勇而有謀、謀而有断也）」と評したという。その後、武仙は董祐という将軍を孟州に派遣し、その軍勢の一部が忻州に至った。これを撃退すべく出陣した周献臣は当初こそ優勢だったものの、敵軍に董祐が援軍を率いて至ると劣勢になり、周献臣に流れ矢が頬に当たるほどであった。しかし周献臣は傷を負うことでかえって奮起し、石甸で敵軍を大いに破ったため、董祐の兵の多くが捕虜となり、以後武仙からの攻撃を受けることはなくなったという。
1230年（庚寅）秋、第二次金朝遠征が始まると皇帝オゴデイは自ら軍勢を率いて南下し、周献臣は天勝寨・三崚寨などの寨を守るよう命じられた。その後、洛陽の攻略と蔡州の戦いにも加わり、後には四川方面の経略に振り分けられたが、多くの戦いで河東北路行省の郝和尚バアトルと行動を共にしていたという。
1240年（庚子）、周献臣の功績はオゴデイに伝えられ、オゴデイはこれを嘉して征行千戸の地位を授け、太原路の兵の指揮を委ねられた。その後、1262年（壬戌）7月5日に自宅で74歳にして亡くなり、定襄南5里の西原で父と同じ墓に葬られた。